# Museo del Aire y del Espacio
El Musée de l'Air et de l'Espace (en español, Museo del Aire y del Espacio) es un museo francés, localizado en la esquina sureste del aeropuerto de Le Bourget, en la comuna de Le Bourget, cerca de París. Fue creado en el año 1919 siguiendo una propuesta del reconocido ingeniero aeronáutico francés Albert Caquot (1881-1976). Es uno de los museos de aviación más antiguos del mundo.

## Aeronaves en exposición

### Gran Salón
- Antoinette VII
- Blériot XI
- Farman Voisin
- Santos-Dumont Demoiselle

### Hangar entre guerras y aviación ligera
- Farman Goliath
- Oiseau Blanc

### Hangar Rosette
- Dassault Ouragan
- Dassault Mirage III
- Dassault Mystère IV
- Sud Aviation Vautour

### Hangar de Prototipos

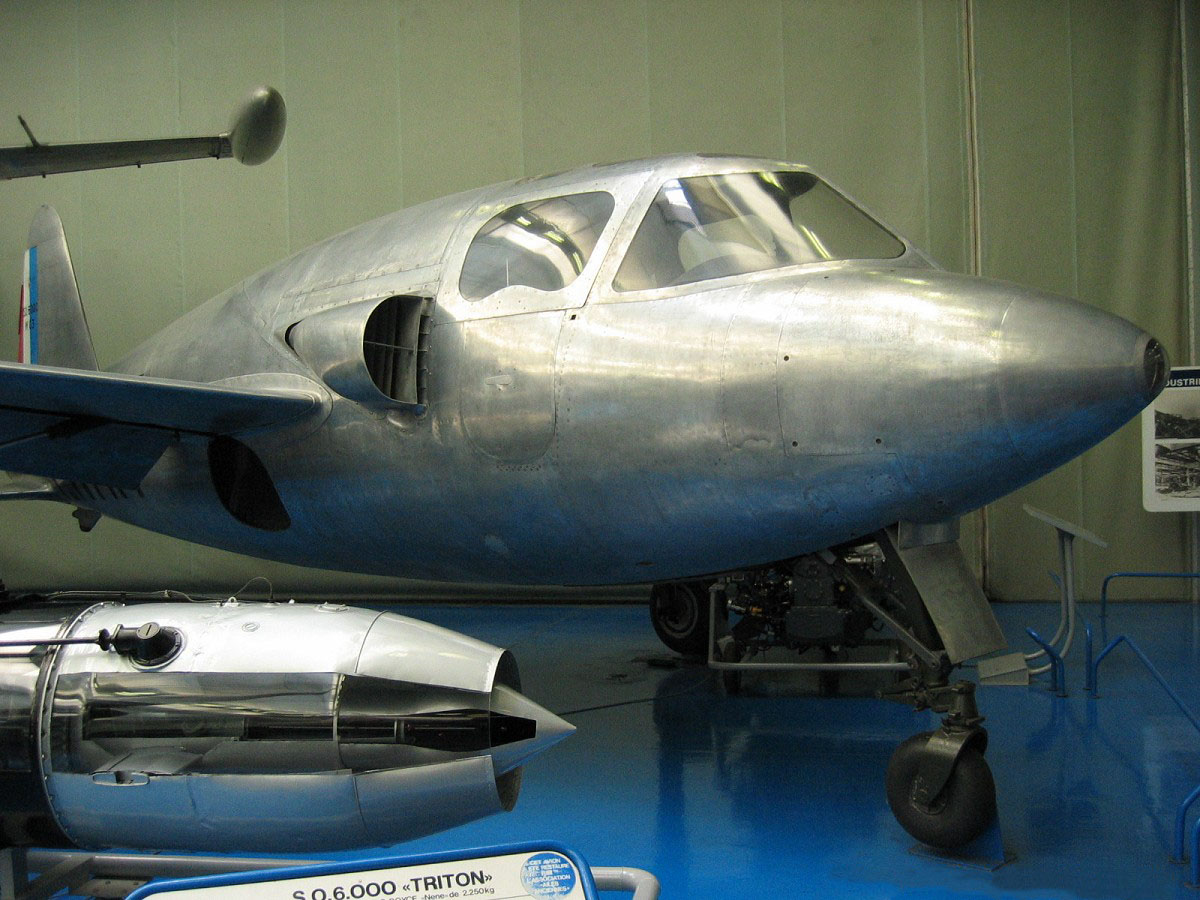
SO.6000 Triton n.º 3

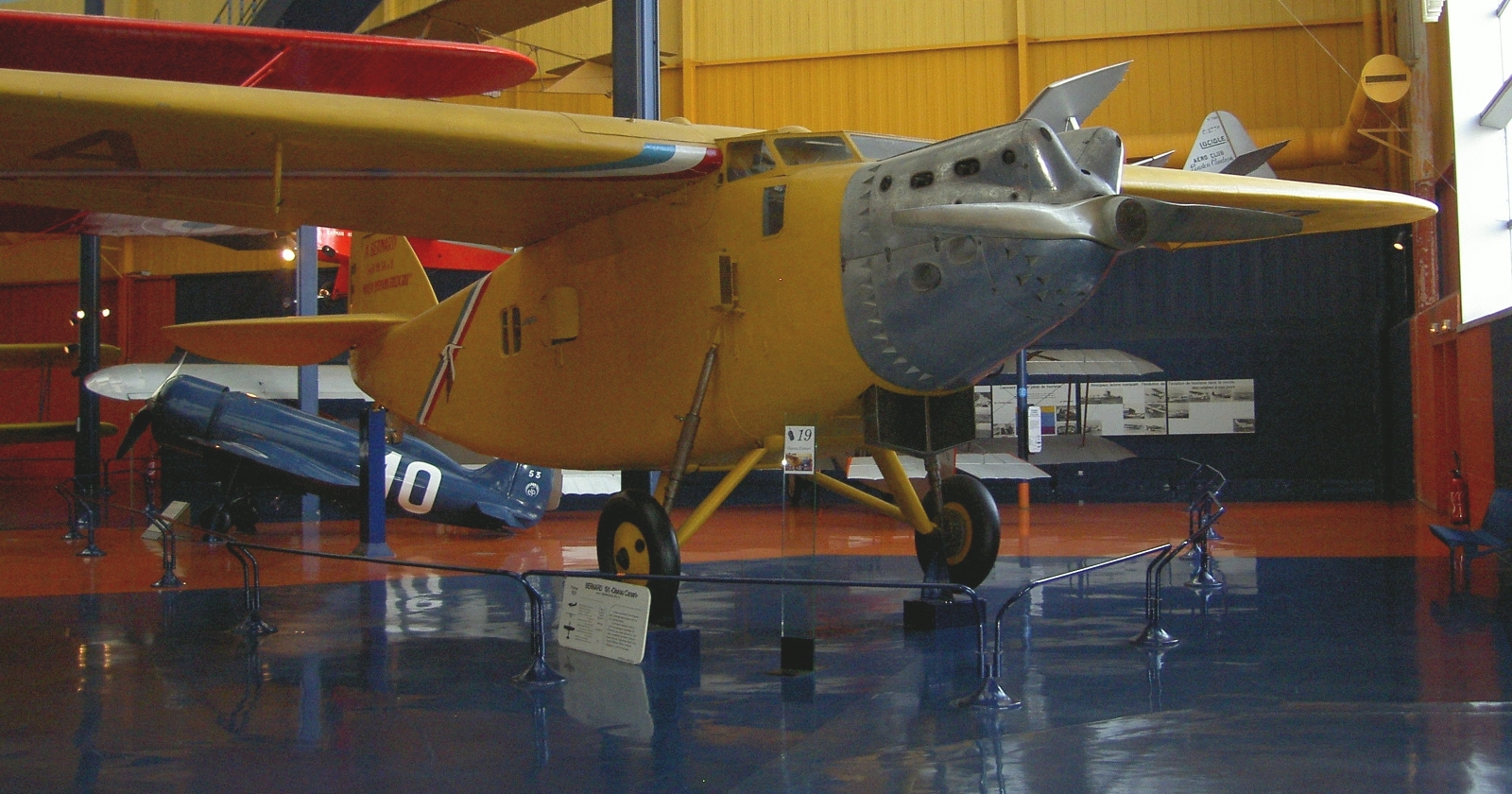
El Oiseau Canari, avión que realizó la primera travesía francesa del Atlántico en 1929, modelo Bernard 191 Grand Raid, con motor Hispano-Suiza

- Dassault Balzac V
- Leduc 0.10
- Nord 1500 Griffon
- SNCASO Trident
- Sud-Ouest SO.6000 Triton

### Hangar Concorde
- Concorde x 2
- Dassault Mirage IV